# Музика Олександр Миколайович
Олександр Миколайович Музика (рос. Александр Николаевич Музыка; нар. 26 лютого 1969, Хабаровськ, РРФСР) — російський футболіст, нападник.

## Життєпис
Вихованець хабаровської футбольної школи «Зоря». До 23-річного віку грав у змаганнях колективів фізкультури. У професіональному футболі дебютував вже після розпаду СРСР, у першій лізі Росії у складі якутського «Динамо». За два сезони в складі якутського клубу відзначився 17-ма голами.
У 1994 році перейшов в «Уралмаш». Дебютний матч у вищій лізі зіграв 19 березня 1994 року проти владикавказького «Спартака», замінивши на 73-й хвилині Сергія Передню. Всього взяв участь у чотирьох матчах вищої ліги в березні-квітні 1994 року, у всіх поєдинках виходив на заміну. Потім відправлений у дубль «Уралмашу», де з 14-ма голами став найкращим бомбардиром команди в сезоні.
У 1995 році повернувся до Якутська, але зіграв лише один матч у Кубку Росії. З серпня 1995 по літа 1997 року виступав за «Океан» (Находка), команда за цей час вилетіла з першого дивізіону в другий. У 1997 році значився в складі хабаровського СКА, але жодного матчу не зіграв, після цього завершив кар'єру.
Після закінчення спортивної кар'єри проживає в Хабаровську, займається транспортним бізнесом.
Син Кирило (нар. 1990) теж став футболістом, виступав за позиції воротаря в дублі «Промінь-Енергії» та клубах другого дивізіону.